# 城厢镇 (隆安县)
城厢镇，是中华人民共和国广西壮族自治区南宁市隆安縣下辖的一个乡镇级行政单位。

## 行政区划
城厢镇下辖以下地区：
新兴社区、国泰社区、兴阳社区、四兴村、那可村、宝塔村、西宁村、震东村、小林村、大林村、旺中村、东安村、东信村、良兴村、良一村、良二村和良安村。